# Stará Huta
Stará Huta é um município da Eslováquia, situado no distrito de Detva, na região de Banská Bystrica. Tem 24,58 km² de área e sua população em 2018 foi estimada em 322 habitantes.

## Demografia
| Ano:        | 1994 | 2004    | 2014    | 2024   |
| ----------- | ---- | ------- | ------- | ------ |
| Broj ljudi: | 422  | 377     | 335     | 302    |
| Razlika:    |      | -10,66% | -11,14% | -9,85% |

| Ano:               | 2023 | 2024   |
| ------------------ | ---- | ------ |
| Número de pessoas: | 309  | 302    |
| Diferença:         |      | -2,26% |